# 키노스케팔라이 전투 (기원전 364년)

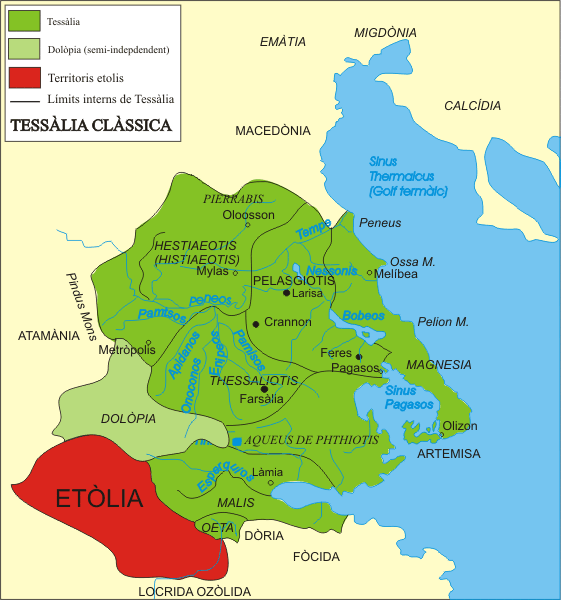

키노스케팔라이 전투(Battle of Cynoscephalae)는 기원전 364년에 펠로피다스가 이끄는 테바이 군과 페라이트의 참주 알렉산더가 이끄는 테살리아 군이 싸운 대규모 교전이다.

## 개요
페라이트의 알렉산더는 세력 확대를 노리고 주변국 침략했으며, 테살리아는 테바이에 도움을 청했다. 그리고 테바이에서 펠로피다스가 이끄는 군대가 파견되었다. 펠로피다스는 한때 알렉산드로스에게 무방비로 협상하러 갔다가 붙잡힌 이후 알렉산더를 원망하고 있었다. 펠로피다스는 알렉산더의 모습을 발견하자마자 알렉산더에게 돌진했지만, 알렉산더는 아군의 중장 보병 뒤에 숨어 도망 쳤다. 분노가 치민 펠로피다스는 그를 쫓아 지나친 추격을 했다가 아군에서 고립되어 적의 창과 화살을 맞고 전사했다. 그러나 그 당시 테바이 군의 승리가 확정되었고, 전투는 테바이의 승리로 끝났다.
이 전투 이후에도 테바이는 알렉산더와 계속 싸웠고, 결국 정복지의 반환과 보이오티아 연합에 가입, 즉 테바이의 종속적인 동맹이 될 수밖에 없었다.